# 欧特维尔拉吉沙尔
欧特维尔拉吉沙尔（法語：Hauteville-la-Guichard，法語發音：[otvil la ɡiʃaʁ]）是法国芒什省的一个市镇，属于库唐斯区。

## 地理
欧特维尔拉吉沙尔（49°7'35"N, 1°18'7"W）面积11.98 平方千米，位于法国诺曼底大区芒什省，该省份为法国西北部沿海省份，西、北、东北三面环大西洋，东起顺时针与卡爾瓦多斯省、奧恩省、马耶讷省和伊勒-维莱讷省接壤。
与欧特维尔拉吉沙尔接壤的市镇（或旧市镇、城区）包括：弗热尔、勒洛雷、马里尼勒洛宗、蒙屈。

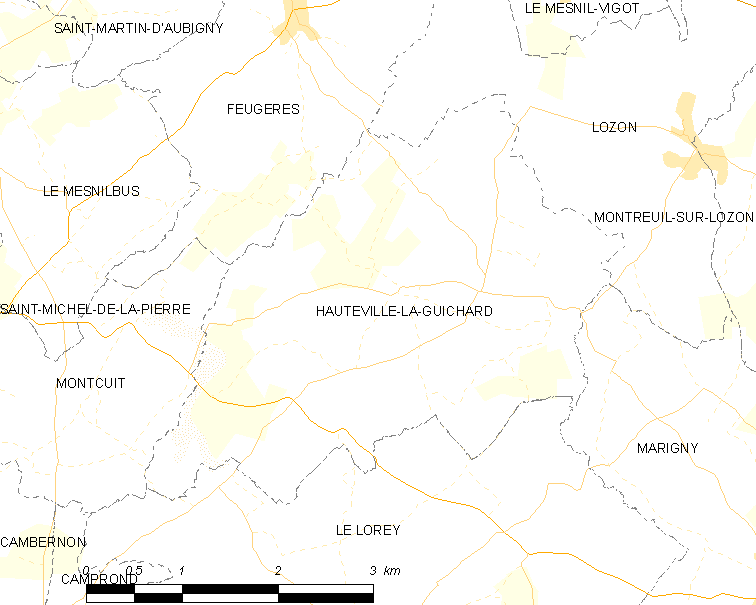
欧特维尔拉吉沙尔的OSM定位图

欧特维尔拉吉沙尔的时区为UTC+01:00、UTC+02:00（夏令时）。

## 行政
欧特维尔拉吉沙尔的邮政编码为50570，INSEE市镇编码为50232。

## 政治
欧特维尔拉吉沙尔所属的省级选区为阿贡-库坦维尔县。

## 人口

1962-2008年间欧特维尔拉吉沙尔人口变化图示

欧特维尔拉吉沙尔于2022年1月1日时的人口数量为452人。